# Comté d'Otter Tail
Le comté d'Otter Tail est situé dans l’État du Minnesota, aux États-Unis. Il comptait 57 159 habitants en 2000. Son siège est Fergus Falls.